# UnitedHealthcare Professional Cycling Team/Saison 2015
Diese Liste beschreibt die Mannschaft und die Erfolge des Radsportteams UnitedHealthcare Professional Cycling Team in der Saison 2015.

## Saison 2015

### Erfolge in der UCI America Tour
| Datum         | Rennen                          | Kat. | Fahrer            |
| ------------- | ------------------------------- | ---- | ----------------- |
| 24. April     | 2. Etappe Joe Martin Stage Race | 2.2  | John Murphy       |
| 25. April     | 3. Etappe Joe Martin Stage Race | 2.2  | John Murphy       |
| 3. August     | 1. Etappe Tour of Utah          | 2.HC | Kiel Reijnen      |
| 19. August    | 3. Etappe USA Pro Challenge     | 2.HC | Kiel Reijnen      |
| 23. August    | 7. Etappe USA Pro Challenge     | 2.HC | John Murphy       |
| 12. September | Bucks County Classic            | 1.2  | Daniel Summerhill |

### Abgänge – Zugänge
| Zugänge         | Team 2014                | Abgänge          | Team 2015              |
| --------------- | ------------------------ | ---------------- | ---------------------- |
| Janez Brajkovič | Astana Pro Team          | Marc de Maar     | Roompot Oranje Peloton |
| Daniele Ratto   | Cannondale               | Martyn Irvine    | Madison Genesis        |
| Marco Canola    | Bardiani CSF             | Aldo Ino Ilešič  | Team Vorarlberg        |
| Tanner Putt     | Bissell Development Team | Ben Day          | Karriereende           |
| Federico Zurlo  | Neoprofi                 | Jeff Louder      | Karriereende           |
|                 |                          | Martijn Maaskant | Karriereende           |

### Mannschaft
| Name               | Geburtstag        | Nationalität       |
| ------------------ | ----------------- | ------------------ |
| Carlos Alzate      | 23. März 1983     | Kolumbien          |
| Alessandro Bazzana | 16. Juli 1984     | Italien            |
| Isaac Bolívar      | 9. Mai 1991       | Kolumbien          |
| Janez Brajkovič    | 18. Dezember 1983 | Slowenien          |
| Marco Canola       | 26. Dezember 1988 | Italien            |
| Hilton Clarke      | 11. Juli 1979     | Australien         |
| Jonathan Clarke    | 18. Dezember 1984 | Australien         |
| Lucas Euser        | 5. Dezember 1983  | Vereinigte Staaten |
| Robert Förster     | 27. Januar 1978   | Deutschland        |
| Davide Frattini    | 6. August 1978    | Italien            |
| Ken Hanson         | 14. April 1982    | Vereinigte Staaten |
| Adrian Hegyvary    | 5. Januar 1984    | Vereinigte Staaten |
| Christopher Jones  | 6. August 1979    | Vereinigte Staaten |
| Luke Keough        | 10. August 1991   | Vereinigte Staaten |
| Karl Menzies       | 17. Juni 1977     | Australien         |
| John Murphy        | 15. Dezember 1984 | Vereinigte Staaten |
| Tanner Putt        | 21. April 1992    | Vereinigte Staaten |
| Daniele Ratto      | 5. Oktober 1989   | Italien            |
| Kiel Reijnen       | 1. Juni 1986      | Vereinigte Staaten |
| Daniel Summerhill  | 13. Februar 1989  | Vereinigte Staaten |
| Bradley White      | 15. Januar 1982   | Vereinigte Staaten |
| Federico Zurlo     | 25. Februar 1994  | Italien            |